# MIR (chaîne de télévision russe)
Mir  est une chaîne de télévision en russe, basée à Moscou, et à destination des pays de la Communauté des États indépendants. 
Mir se décline en chaîne généraliste depuis 1992, Mir TV, et en chaîne d'information depuis 2013, Mir 24.